# Перцов Данило Володимирович
Перцóв Дани́ло Володи́мирович (нар. 10 січня 1973 — пом. 5 грудня 2021, м. Київ) — український композитор, мультиінструменталіст, дизайнер, член Спілки композиторів України, співзасновник гурту старовинної музики «Хорея Козацька».

## Життя та творчість
Народився в Києві в сім'ї відомих художників-графіків Володимира Перцова та Валентини Ульянової. Початкову освіту здобув у Київській спеціалізованій музичній школі імені Лисенка, де факультативно займався композицією в класі Віктора Пацукевича. 1992 року відбувся творчий дебют композитора на фестивалі «Прем'єри сезону», де прозвучав твір «Кондукт Бабиного Яру» у виконанні ансамблю «Київська камерата» під орудою Володимира Сіренка.
У 1992—1998 роках навчався в Київській консерваторії (клас композиції Мирослава Скорика та Денисенко Марини).
В ці роки захопився автентичним виконавством, грав на шалмеї, цинку та поморті. Входив у композиторське об'єднання «ВІССГ», разом з Григорієм Немировським, Вікторією Польовою, Святославом Луньовим, Сергієм Ярунським, Веніаміном Левицьким, Сергієм Зажитьком і Людмилою Юріною.
1997 року в НМАУ відкрито першу в Україні кафедру музично-інформаційних технологій, обладнання якої було закуплено на гроші гранту фонду «Відродження». Ця студія стала значним поштовхом для розвитку творчості композиторів київської школи в електронному напрямку. Окрім А. Загайкевич, електронні твори писали у Києві — Ігор Стецюк, Данило Перцов, Святослав Луньов, Людмила Юріна, у Львові — Іван Небесний, Юрій Ланюк.
У 1998—2001 роках стажувався в аспірантурі в класі Левка Колодуба. В ці ж роки брав участь в театральних проєктах — спектакль «Морфій, звуки» Дмитра Богомазова, хореографічний етюд «Овса і Пітер» Лариси Венедиктової, «опера в трьох наближеннях» Virginalia для двох танцюристів, верджиналу, гітари та 6-канальної плівки (разом з Михайлом Стрельніковим та Вадимом Трінчим) також у ряді перформансів.
У 2006 році був виконаний «Кецалькоатль» для тріо САТ та електронної доріжки, у виконанні брало участь угрупування «TanzLaboratorium» під проводом Лариси Венедиктової. У 2008 році разом з Богомазовим, Венедиктовою та Олександром Другановим була створена електроакустична опера «Солодких снів, Річарде», де виступив як композитор, постановник та програміст. У 2010 році стажувався у Марка Холоневського в Кракові.
З 2005 року грав в ансамблі «Хорея Козацька» під проводом Тараса Компаніченка. У 2010 році спільно з Олегом Тимофєєвим заснував проєкт «Sarmatica», з яким записано альбом The Lviv Lute, цілком присвячений Львівській лютневій табулатурі (Ms. 1400/I).
2016 року до 30-х роковин Чорнобильської трагедії написав ораторію «Гірка зоря», прем'єра якої відбулася в «Мистецькому арсеналі» в присутності президента України (Національний президентський оркестр під проводом Кирила Карабиця, солісти — Ірина Данилейко та Анатолій Кочерга, режисер — Сергій Проскурня, автор відео — Сергій Петлюк).
У 2019 році брав участь у постановках опери GAZ у Відні та Нью-Йорку в театрі LaMama, розробляв разом з музикантом Георгієм Потопальським та виконував партію лайф-електроніки опери.
У 2020 році створив твір Investitional clysmatologie [Архівовано 12 грудня 2021 у Wayback Machine.] для проєкту Pandemic Meida Space на запрошення Алли Загайкевич.
Помер у реанімації Київської клінічної лікарні № 12 через Covid-19.

## Родина
Батько — Володимир Валерійович Перцов (1933–2017), радянський і російський графік, ілюстратор, заслужений діяч мистецтв Російської Федерації, почесний член Російської академії мистецтв. Походив зі старовинного дворянського роду Перцових; серед предків — літератори Ераст та Петро Перцови, а також представники князівського роду Голіциних.
Мати — Валентина Андріївна Ульянова (нар. 1939, Сталіно), українська художниця-графік, педагог, членкиня Спілки художників України з 1970 року.
Мав брата Володимира.

## Дискографія
- «Карміна Сарматіка» — в складі «Хореї Козацької» (2009)
- «Рицер Смілостю Упоєнний» — в складі «Хореї Козацької» (2009)
- «The Lviv Lute» — в складі ансамблю «Sarmatica» (2010)
- «Тера Козацька» — в складі «Хореї Козацької» (2010)
- «Бенкет Духовний» — в складі «Хореї Козацької» (2012)

## Твори
- Фортепіанне тріо для 10 струнних інструментів «Кондукт Бабиного Яру» (1992);
- «Чотири стихії» для препарованого фортепіано;
- «Мохи» для 2 цинків;
- «Акваріус» для фортепіано та оркестру (1998);
- Вокальні цикли на слова Лорки й Сафо;
- Соната для гітари соло (1998);
- п'єса «Голкіпер» (1999);
- музика до фільмів епохи німого кіно «Носферату» й «Утомлена смерть»;
- музика до вистави Дмитра Богомазова «Морфій»;
- балет «Distant»;
- опера «Virginalia» для двох танцюристів, вірджинала, гітари та шестиканальної електроніки в семи частинах (2003, разом із Михайлом Стрельніковим і Вадимом Трінчим);
- «Кецалькоатль» для тріо САТ (1995 — акустична версія, 2006 — електроакустична версія)[7];
- електроакустична опера «Солодких снів, Ричарде» (2008);
- електронна композиція, в основу якої покладено гімн української діаспори «Чуєш, брате мій» (2011);
- ораторія «Гірка зоря» (2016)[8];
- «Меїсса» (2017);
- «Missa Lapidibus»;
- «Investiment climatology» (2021)[9].